# العلاقات البالاوية الكينية
العلاقات البالاوية الكينية هي العلاقات الثنائية التي تجمع بين بالاو وكينيا.

## مقارنة بين البلدين
هذه مقارنة عامة ومرجعية للدولتين:
| وجه المقارنة                                              | بالاو                         | كينيا                         |
| --------------------------------------------------------- | ----------------------------- | ----------------------------- |
| المساحة (كم2)                                             | 465                           | 581.31 ألف                    |
| عدد السكان (نسمة)                                         | 21.73 ألف                     | 48.47 مليون                   |
| الكثافة السكانية (ن./كم²)                                 | 4.67 ألف                      | 83.38                         |
| العاصمة                                                   | نغيرولمود، كورور              | نيروبي                        |
| اللغة الرسمية                                             | لغة إنجليزية، اللغة البالاوية | اللغة السواحلية، لغة إنجليزية |
| العملة                                                    | دولار أمريكي                  | شيلينغ كيني                   |
| الناتج المحلي الإجمالي (بليون دولار)                      | 291.54 مليون                  | 74.94 مليار                   |
| الناتج المحلي الإجمالي (تعادل القوة الشرائية) بليون دولار | 326.12 مليون                  | 142.24 مليار                  |
| الناتج المحلي الإجمالي الاسمي للفرد دولار أمريكي          | 13.50 ألف                     | 1.38 ألف                      |
| الناتج المحلي الإجمالي للفرد دولار أمريكي                 | 14.76 ألف                     | 2.95 ألف                      |
| مؤشر التنمية البشرية                                      | 0.780                         | 0.548                         |
| رمز المكالمات الدولي                                      | +680                          | +254                          |
| رمز الإنترنت                                              | .pw                           | .ke                           |
| المنطقة الزمنية                                           | ت ع م+09:00                   | ت ع م+03:00                   |

## منظمات دولية مشتركة
يشترك البلدان في عضوية مجموعة من المنظمات الدولية، منها:
| علم المنظمة | اسم المنظمة                                 | تاريخ انضمام بالاو | تاريخ انضمام كينيا |
| ----------- | ------------------------------------------- | ------------------ | ------------------ |
|             | مجموعة دول أفريقيا والكاريبي والمحيط الهادئ | ?                  | ?                  |
|             | مؤسسة التنمية الدولية                       | 16 ديسمبر 1997     | 3 فبراير 1964      |
|             | الأمم المتحدة                               | 15 ديسمبر 1994     | 16 ديسمبر 1963     |
|             | البنك الدولي للإنشاء والتعمير               | 16 ديسمبر 1997     | 3 فبراير 1964      |
|             | منظمة حظر الأسلحة الكيميائية                | ?                  | ?                  |
|             | مؤسسة التمويل الدولية                       | 16 ديسمبر 1997     | 3 فبراير 1964      |
|             | وكالة ضمان الاستثمار متعدد الأطراف          | 16 ديسمبر 1997     | 28 نوفمبر 1988     |
|             | يونسكو                                      | 20 سبتمبر 1999     | 7 أبريل 1964       |

## وصلات خارجية
- موقع وزارة الخارجية الكينية